# Akupresura
Akupresura je technika alternativní medicíny, která se často používá ve spojení s akupunkturou. Je založena na konceptu životní energie, která proudí „meridiány“ v těle. Při léčbě se aplikuje fyzický tlak na akupunkturní body nebo „body aši“ s cílem vyčistit blokády v těchto meridiánech. Tlak může být vyvíjen rukou, loktem nebo různými nástroji.

Ačkoli některé lékařské studie naznačují, že akupresura může být účinná mimo jiné při zvládání nevolnosti a zvracení, bolesti zad, tenzních bolestech hlavy, bolestech žaludku, bylo zjištěno, že takové studie mají vysokou pravděpodobnost zkreslení.

O účinnosti akupresury neexistují spolehlivé důkazy.

## Princip

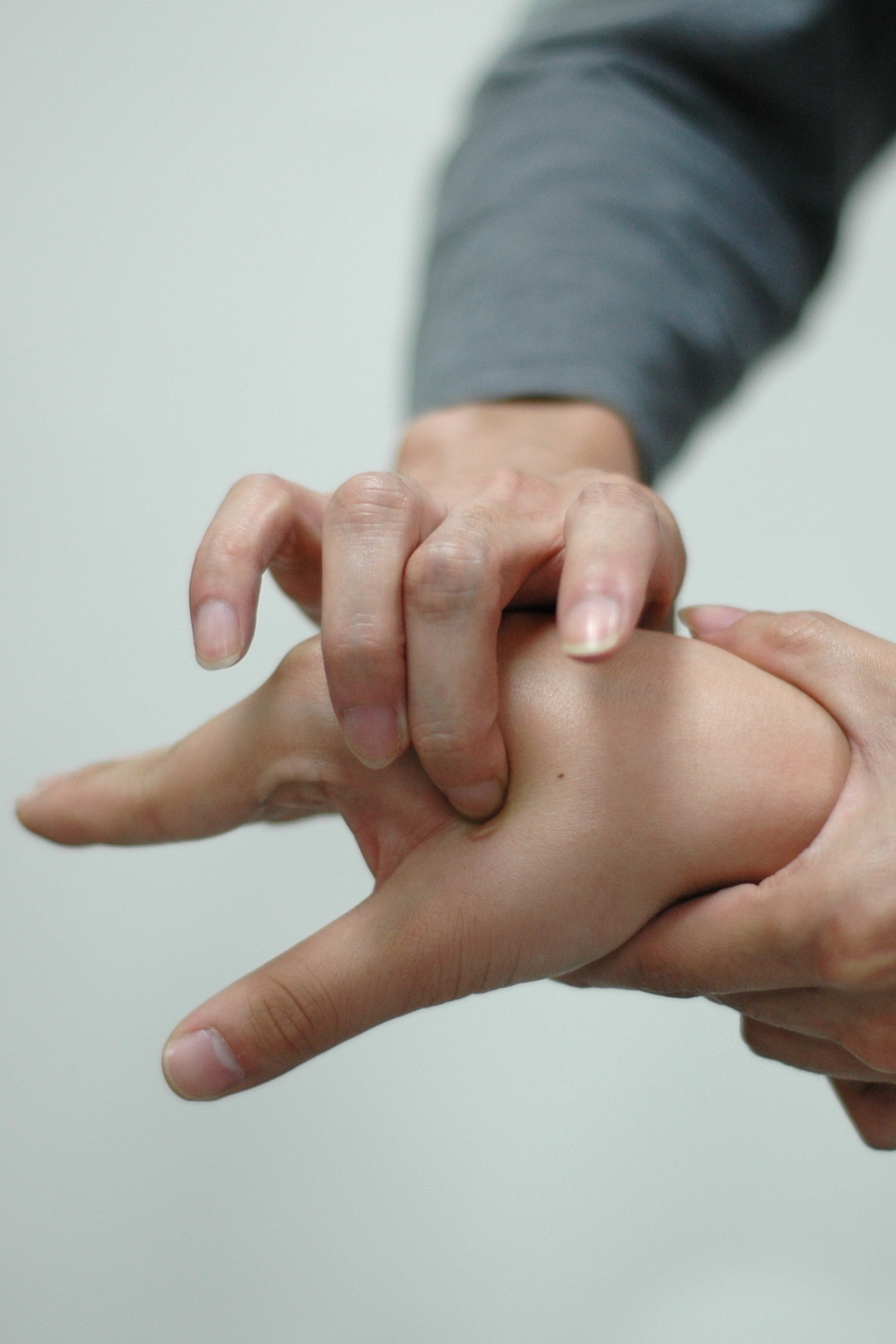
Tlak na akupunkturní bod Hegu (LI 4)

Akupunkturní body používané při léčbě se mohou, ale nemusí nacházet ve stejné oblasti těla jako cílový symptom. Teorie tradiční čínské medicíny (TCM), podle níž se tyto body vybírají, spočívá v tom, že působí na systém meridiánů a přinášejí úlevu tím, že obnovují rovnováhu mezi jin, jang a čchi.
Mnoho východoasijských bojových umění akupresuru také hojně studuje a využívá pro sebeobranné a zdravotní účely (např. čin na). Říká se, že využití bodů nebo jejich kombinace slouží k manipulaci s protivníkem nebo k jeho zneškodnění. Tito bojovníci také pravidelně masírují své vlastní akupresurní body v sestavách, aby odstranili údajné blokády svých vlastních meridiánů, a tvrdí, že tím zlepšují svůj krevní oběh a pružnost, a udržují body „měkké“ nebo méně zranitelné vůči útoku.
Celkově má akupresura aktivovat samoléčebné schopnosti těla. V tomto ohledu se obvykle doporučuje spíše preventivní užívání než léčba založená na symptomech. Kromě toho se často doporučuje pracovat v kombinaci s konvenční léčbou.

## Oblasti použití
Akupresura se doporučuje při velmi široké škále nemocí, potíží a problémů. Je neobvyklé, že se může používat jak při psychických, tak při fyzických potížích. Doporučuje se při psychických problémech, akutních a chronických bolestech, alergiích, necitlivosti, poruchách spánku, křečích, poruchách trávení a problémech s oběhovým systémem.

Nedoporučuje se (výhradně k léčbě) obsedantně-kompulzivní poruchy, deprese, sebevražedných myšlenek a chronické únavy.

Akupresura se nedoporučuje k léčbě fyzických problémů.

## Účinnost
Akupresura předpokládá existenci meridiánů, avšak tento předpoklad odporuje moderním lékařským poznatkům. Pokud se tedy účinek projeví, je jeho mechanismus nejasný nebo je založen na placebo efektu.
Systematický přehled účinnosti akupresury při léčbě symptomů z roku 2011 zjistil, že 35 ze 43 randomizovaných kontrolovaných studií dospělo k závěru, že akupresura je účinná při léčbě určitých symptomů; povaha těchto 43 studií však „naznačuje značnou pravděpodobnost zkreslení“. Autoři tohoto systematického přehledu dospěli k závěru, že tento „přehled klinických studií z posledního desetiletí neposkytl důkladnou podporu účinnosti akupresury při léčbě symptomů. K určení užitečnosti a účinnosti akupresury pro zvládání různých symptomů u řady skupin pacientů jsou zapotřebí dobře navržené, randomizované a kontrolované studie.“
Přehled čtyř studií 2011 Cochrane využívajících akupunkturu a devíti studií využívajících akupresuru ke zvládání bolesti při porodu dospěl k závěru, že „akupunktura nebo akupresura mohou pomoci zmírnit bolest během porodu, ale je zapotřebí dalšího výzkumu.“ Jiný přehled Cochrane Collaboration zjistil, že masáž poskytuje určitý dlouhodobý přínos při bolestech v dolní části zad, a uvedl: „Masáž je prospěšná z dlouhodobého hlediska: Zdá se, že akupresura nebo techniky masáže tlakových bodů přinášejí větší úlevu než klasická (švédská) masáž, ačkoli k potvrzení tohoto tvrzení je zapotřebí dalšího výzkumu.“
Akupresurní náramek, o kterém se tvrdí, že zmírňuje příznaky nevolnosti z pohybu i jiných forem nevolnosti, poskytuje tlak na akupunkturní bod P6, což je bod, který byl podrobně zkoumán. Cochrane Collaboration přezkoumala použití bodu P6 při nevolnosti a zvracení a zjistila, že je účinný při snižování pooperační nevolnosti, ale ne zvracení. Přehled zahrnoval různé způsoby stimulace P6, včetně akupunktury, elektroakupunktury, transkutánní nervové stimulace, laserové stimulace, akustimulačního zařízení a akupresury; nevyjadřoval se k tomu, zda je jedna nebo více forem stimulace účinnější; zjistil, že důkazy nízké kvality podporují stimulaci P6 ve srovnání s předstíranou, přičemž 2 z 59 studií měly nízké riziko zkreslení.
Quackwatch zařadil akupresuru na seznam metod, které nemají „racionální místo“ coby masážní terapie, a uvádí, že praktici akupresury „také mohou používat iracionální diagnostické metody k dosažení diagnóz, které neodpovídají vědeckým konceptům zdraví a nemoci“.
Klinické použití akupresury se často opírá o koncepční rámec tradiční čínské medicíny. Neexistuje žádný fyzikálně ověřitelný anatomický nebo histologický základ pro existenci akupunkturních bodů nebo meridiánů. Zastánci odpovídají, že TCM je protovědecký systém, který má stále praktický význam. Akupunkturisté mají tendenci vnímat koncepty TCM spíše z funkčního než strukturálního hlediska (např. jako užitečné pro orientaci při hodnocení a péči o pacienty). Studie využívající placebo neprokázaly žádný statisticky významný účinek, ale dospěly k závěru, že akupresuru je bezpečné používat spolu s konvenční léčbou.

## Pomůcky

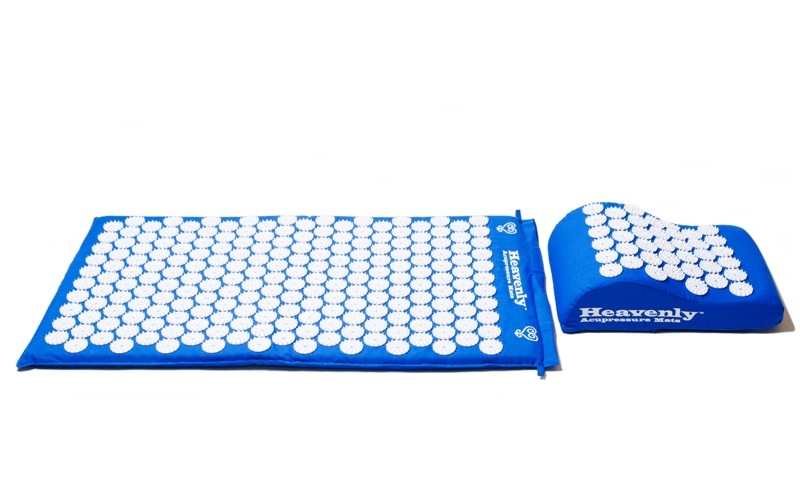
Akupresurní podložka a polštář

Existuje několik různých nástrojů pro aplikaci nespecifického tlaku třením, válením nebo tlakem na reflexní zóny těla.
- „Acuball“ je malá kulička z pryže s výstupky, která se dá nahřívat. Používá se k aplikaci tlaku a zmírnění bolesti svalů a kloubů.
- „Energy roller“ je malý válec s výstupky. Drží se mezi dlaněmi a válcuje se tam a zpět, aby se aplikoval tlak.
- „Foot roller“ (také „krupa čakra“) je kulatý válcovitý váleček s výstupky. Položí se na podlahu a chodidlem se kutálí sem a tam.
- Iplikátor Kuzněcova, aplikátor Kuzněcova nebo jen iplikátor/aplikátor, pránamatka nebo pyramidová podložka je podložka s malými hrbolky ve tvaru pyramidy, po které se chodí a doporučuje se na ní také 20 až 30 minut ležet. Používá se při bolestech zad, krční páteře, stresu a potížích se spánkem. Lze ji využít na prokrvení končetin a na zmírnění viditelnosti celulitidy.[15] Slovo iplikátor je akronymem z ruského „Igolčatyj Profilaktiko-Lečebnyj Iplikator Kuzněcova Aktivizirujuščij Tonizirujuščij Obespečivajuščij Rabotosposobnosť“, čili „jehličkový profylakticko-léčebný Kuzněcovův iplikátor, aktivizující, tonizující a zajišťující výkonnost“.[16]
- „Spine roller“ je hrbolatý váleček obsahující magnety, který se převaluje nahoru a dolů po páteři.
- „Teishein“ je jedna z devíti původních klasických akupunkturních jehel popsaných v původních textech akupunktury. Přestože je popsána jako akupunkturní jehla, neproniká kůží. Používá se k rychlému údernému tlaku na ošetřované body.